# Người đưa thư

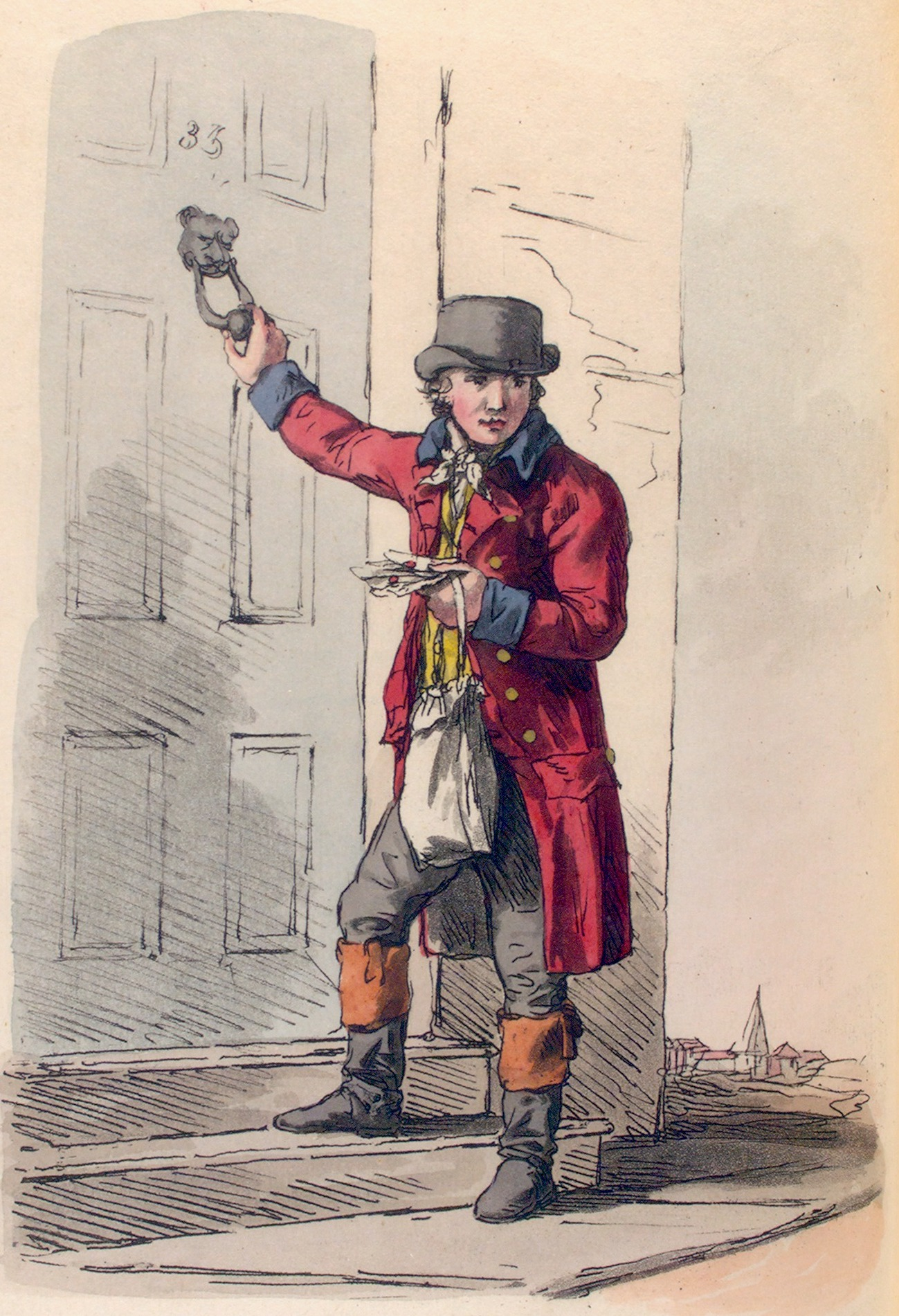
Người đưa thư ở Anh thế kỷ 19

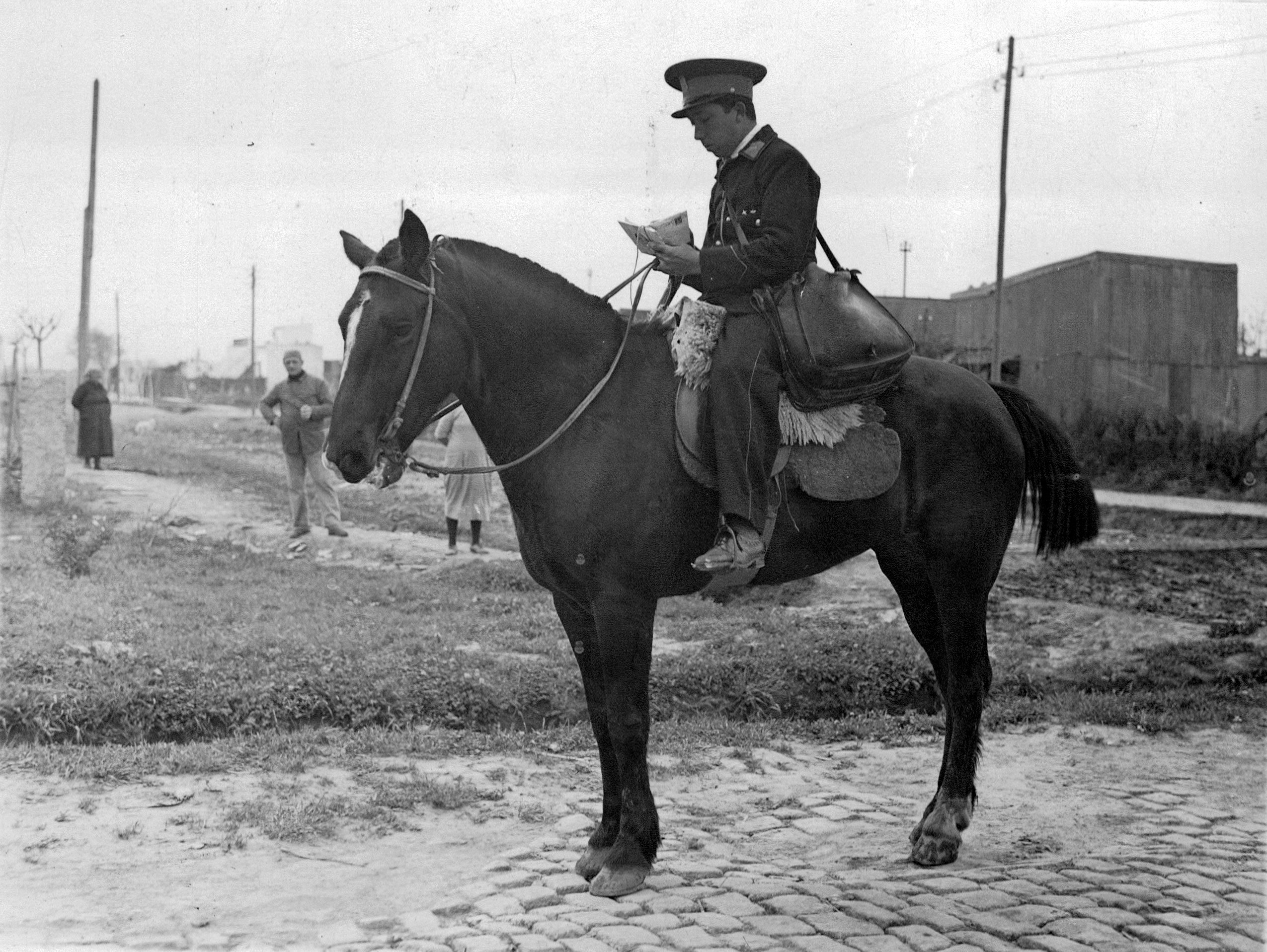
Người đưa thư cưỡi trên lưng ngựa ở thành phố Buenos Aires, Ác-hen-ti-na thế kỷ 20

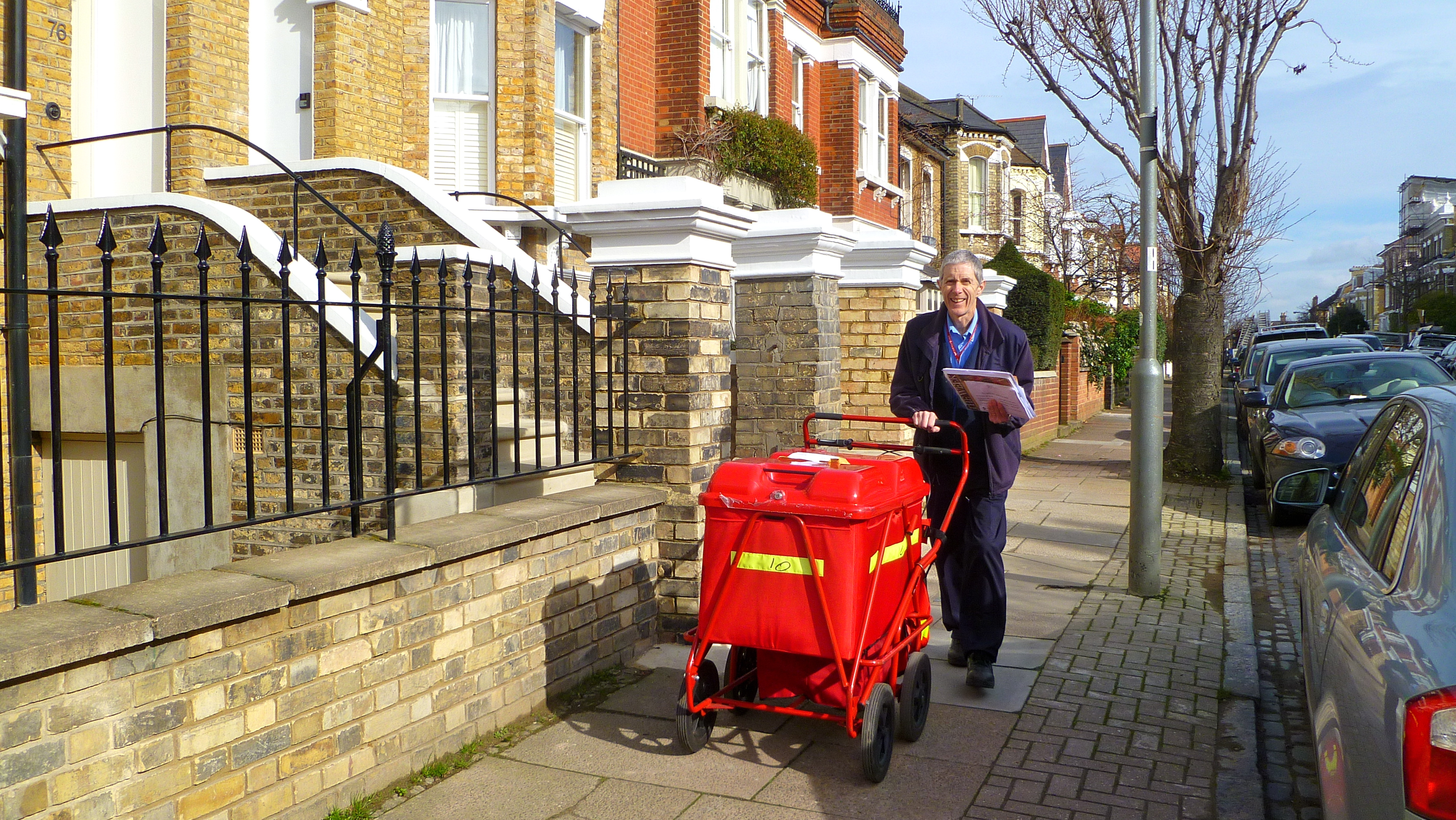
Người đưa thư thế kỷ 21 ở Luân Đôn (Anh Quốc) đang chuyển phát thư từ một xe đẩy hiện đại

Người đưa thư, đôi khi còn gọi là bác đưa thư, chú đưa thư hay cô đưa thư, là nhân viên của một bưu điện hoặc một dịch vụ bưu chính nào đó, là người chuyên vận chuyển thư từ và bưu kiện đến tay người dân và các cơ quan, xí nghiệp. Người ta đổi sang sử dụng cụm từ "người đưa thư" để phù hợp hơn với sự trung lập về giới tính, thay thế cho cụm từ "bác đưa thư" hay "chú đưa thư" ngay sau khi phụ nữ dần dần tham gia nhiều hơn vào công việc này. Trước đây người đưa thư còn được gọi là nhân viên bưu tá hoặc giao liên, trong quân đội thì gọi là quân bưu.